# KELT-9b
KELT-9bは、地球から見てはくちょう座の方向に約650光年離れた位置にある恒星KELT-9(HD 195689)を公転する太陽系外惑星で、K4型の恒星に匹敵する表面温度を持つ。

## 発見
Kilodegree Extremely Little Telescopeによる観測で、2014年に惑星の候補とされ、2015年の発見確認観測にて惑星だと確認された。

## 特徴
| 木星 | KELT-9b   |
| ---- | --------- |
| 木星 | Exoplanet |

KELT-9bの公転（想像図）

この惑星は、木星の2.88倍の質量と、1.89倍の半径を持つ巨大ガス惑星で、公転周期が1.5日しかない事から、ホット・ジュピターに分類される。質量は木星の2.8倍以上だが、密度は半分しかなく、主星からの激しい放射が、この惑星の大気を風船のように膨らませているとされる。
月と地球の関係のように、惑星の片側は常に恒星の方を向いている。この惑星の昼側の表面温度は4,000Kを超え、オハイオ州立大学の天文学者Scott Gaudiは、これまでに発見された中で最も熱い巨大ガス惑星である、と述べている。ただし、主星をB型準矮星やパルサーにまで分類を広げると、ケプラー70b(7,143K)、ケプラー70c(6,351K)、PSR J1807-2459b(5,921K)など、より高温の惑星も確認されている 。主星から受ける極紫外線は、A型星のWASP-33を公転するWASP-33bの700倍以上であり、強い紫外線により彗星のように尾を引いている可能性も考えられている。
Scott Gaudiは、質量は典型的な惑星であるとする一方 大気は既知の惑星と全く異なる、と述べている。惑星の大気には分子が含まれるのが普通だが、この惑星の昼側では激しい紫外線が阻害するため、水、二酸化炭素、メタンなどの分子は形成されない。夜側も恐らく高温になり、分子は作成されても一時的なものであると考えられる。
この他に特筆すべき点として、主星の自転軸に対し垂直に公転している。

## その他
主星は白色のスペクトル型A0または、A型とB型の境界線上の恒星とされ、A型星を公転する惑星はKELT-9bを除いても24個しか発見されておらず、より高温のB型星を公転する惑星は見つかっていない。